# Carlo Vinci
Carlo Vinci (27 de febrero de 1906 - 30 de septiembre de 1993) fue un animador estadounidense. Trabajó para los estudios más importantes. Su trabajo más importante lo realizó en Hanna-Barbera, animando a Los Picapiedra, y en Terrytoons, animando al Super Ratón.

## Biografía
Carlo nació el 27 de febrero de 1906 en la ciudad de Nueva York, como el único hijo de una familia de italianos inmigrantes. Su padre era barbero, y su madre costurera. En 1938 Carlo conoció a Margaret Leonardi, el amor de su vida. Ambos se casaron en 1939, y estuvieron juntos por los próximos 54 años.

## Filmografía
- Terrytoons 1933-1955
- MGM (Tom & Jerry) 1955-1957
- Disney (El pato Donald) 1957
- Hanna-Barbera 1957-1982
  - The Ruff & Reddy Show
  - The Huckleberry Hound Show
  - el oso Yogui
  - Tiro Loco McGraw
  - Los supersónicos
  - Scooby Doo
  - Charlotte's Web